# 김제 금산사 일원
김제 금산사 일원(金堤 金山寺 일원)은 전북특별자치도 김제시, 금산사 일원이다. 2008년 12월 18일 대한민국의 사적 제496호로 지정되었다.
백제시대에 창건한 사찰로 전해지고 있는 김제 금산사는 통일신라시대 진표율사의 중창불사 이후 1400여년의 역사를 가지고 있는 미륵신앙의 본산으로 법맥을 이어오고 있으며, 후백제 견훤의 유배지로도 알려진 사찰이다.
고려시대에는 혜덕왕사가 법상종 관련 불서의 간행 및 유포에 힘쓰는 한편 금산사를 중창하였으며, 임진왜란 당시에는 호국사찰로서의 역할을 다하였다.
국보 제62호인 미륵전을 비롯하여 고려시대 석조문화재 및 조선후기의 목조건축 등 11개의 국가지정문화재가 보존되어 있는 호국사찰로 역사적·문화사적 의의 등 학술적인 측면에서 중요한 가치를 지니고 있어 국가지정문화재(사적)로 지정되었다.

## 같이 보기
- 금산사

## 참고 자료
- 김제 금산사 일원 - 국가유산청 국가유산포털